# Hyacinthe-Firmin Didot
Hyacinthe-Firmin Didot (1794-1880) (* Paris, 1794 † Chandai, 7 de Agosto de 1880) foi editor, livreiro e impressor francês e irmão de Ambroise-Firmin Didot (1790-1876) e filho de Firmin Didot (1764-1836). Foi casado com Louise Adélaïde Combes, com quem teve um filho: Paul Firmin Didot (1826-1905).

## Família Didot
- François Didot (1689-1757)
- François-Ambroise Didot (1730-1804)
- Pierre-François Didot, o Velho (1731-1795)
- Pierre Didot, o Jovem (1761-1853)
- Firmin Didot (1764-1836)
- Henri Didot (1765-1852
- Saint-Léger Didot (1767-1829)
- Pierre-Nicolas-Firmin Didot (1769-1836)
- Ambroise-Firmin Didot (1790-1876)
- Jules Didot (1794-1871)
- Edouard Didot (1797-1825)
- Alfred Firmin-Didot[1] (1828-1913)